# جين أوين
جين أوين (بالإنجليزية: Jane Owen)‏ هي دبلوماسية بريطانية، ولدت في 15 أبريل 1963 في بيلستون ‏ في المملكة المتحدة.